# سهيل شاهين
محمد سهيل شاهين هو رئيس المكتب السياسي لحركة طالبان، والمتحدث الحالي باسم طالبان في مكتب قطر.
وهو سفير أفغانستان لدى الأمم المتحدة،
كما شغل شاهين منصب نائب السفير في السفارة الأفغانية في إسلام آباد، باكستان.
درس شاهين في الجامعة الإسلامية العالمية إسلام آباد  وجامعة كابول.
في 23 فبراير 2022 قامت حركة طالبان بتعينه رئيساً للمكبت السياسي لها في الدوحة.